# زنجیر در

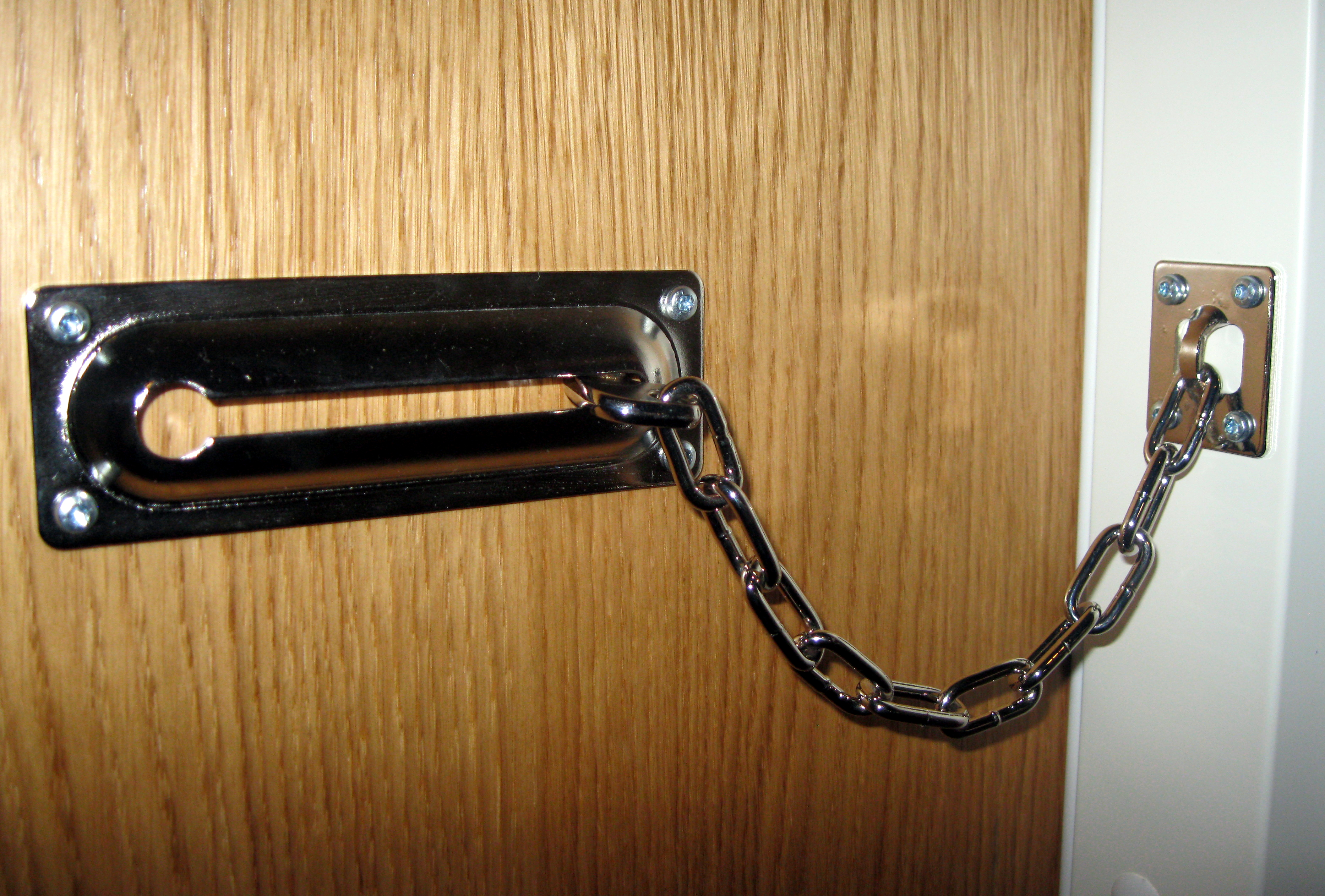
زنجیر در

زنجیر در یا زنجیر امنیتی یا زنجیر در امنیتی یک زنجیر کوچک متصل به قاب در است که برای اهداف امنیتی به یک مسیر در متصل می‌شود. این زنجیر نوعی قفل است که غالباً همراه با انواع دیگر قفل‌ها برای ایمن سازی در استفاده می‌شود.